# Johann August von Sachsen-Gotha-Altenburg

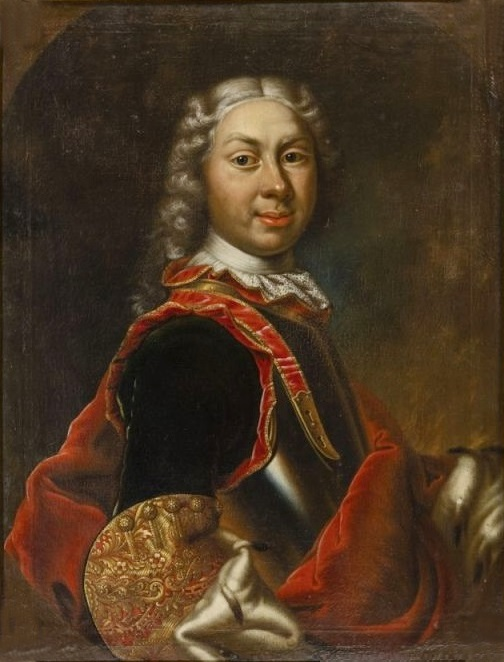
Prinz Johann August von Sachsen-Gotha-Altenburg

Johann August von Sachsen-Gotha-Altenburg (* 17. Februar 1704 in Gotha; † 8. Mai 1767 in Roda) war ein Prinz aus der Familie der ernestinisch-wettinischen Nebenlinie Sachsen-Gotha-Altenburg und  Reichsgeneralfeldmarschall.

## Leben
Johann August wurde als Sohn des Herzogs Friedrich II. von Sachsen-Gotha-Altenburg (1676–1732) und dessen Ehefrau Magdalena Augusta (1679–1740), einer Tochter des Fürsten Karl Wilhelm von Anhalt-Zerbst und dessen Frau Prinzessin Sophia von Sachsen-Weißenfels, geboren.
Er trat 1725 in kaiserliche Dienste und kämpfte in Italien und Ungarn. In der Schlacht bei Grocka wurde er verwundet und lebte danach einige Zeit zur Erholung in Altenburg. Danach nahm er seinen Dienst wieder auf und focht im Österreichischen Erbfolgekrieg in Schlesien, Böhmen, Bayern und am Rhein. Er wurde schließlich Reichsgeneralfeldmarschall und erhielt ein Dragonerregiment.
Mit seiner Familie lebte Johann August in Roda, wo ihn auch Friedrich der Große kurz vor seinem Tode besuchte. Er war Träger des Weißen Adlerordens.

## Familie
Prinz Johann August heiratete am 6. Januar 1752 in Roda (heute: Stadtroda) Gräfin Luise Reuß zu Schleiz (* 3. Juli 1726 in Staffelstein; † 28. Mai 1773 in Roda), Tochter von Graf Heinrich I. Reuß zu Schleiz und Gräfin Juliane Dorothea zu Löwenstein-Wertheim-Virneburg. Luise war die Witwe seines jüngeren Bruders Christian Wilhelm (1706–1748). Mit ihr hatte Prinz Johann August zwei Töchter:
- Auguste Luise Friederike (1752–1805)

⚭ 1780 Fürst Friedrich Karl von Schwarzburg-Rudolstadt (1736–1793)
- Luise (1756–1808)

⚭ 1775 Herzog Friedrich Franz I. zu Mecklenburg-Schwerin (1756–1837)